# Cantonul Senlis
Cantonul Senlis este un canton din arondismentul Senlis, departamentul Oise, regiunea Picardia, Franța.

## Comune
- Aumont-en-Halatte
- Avilly-Saint-Léonard
- Barbery
- Chamant
- La Chapelle-en-Serval
- Courteuil
- Montépilloy
- Mont-l'Évêque
- Mortefontaine
- Ognon
- Orry-la-Ville
- Plailly
- Pontarmé
- Senlis (reședință)
- Thiers-sur-Thève
- Villers-Saint-Frambourg
- Vineuil-Saint-Firmin